# In the Eye of the Storm
Albums de Roger Hodgson
Hai Hai
(1987)
In the Eye of the Storm est le premier album solo de l'ancien guitariste, claviériste et chanteur de Supertramp, Roger Hodgson, sorti en 1984. On y retrouve Michael Shrieve (anciennement de Santana) à la batterie, Jimmy Johnson (qui a aussi joué avec Allan Holdsworth) à la basse. Aussi Claire Diament (qui avait déjà fait les chœurs pour Supertramp sur la chanson Don't leave me now de l'album ...Famous Last Words... et que Roger retrouvera sur son deuxième opus solo Hai Hai, en 1987) comme choriste sur une chanson, ainsi que Scott Page (qui collaborera avec Supertramp sur deux albums, Brother Where You Bound en 1985 et Free as a Bird en 1987, et qui a joué aussi avec Pink Floyd et Toto) au saxophone. 
La chanson Only Because of You a été écrite en mémoire de John Lennon, qui fut sa plus grande inspiration et dont la mort brutale a été un choc pour Roger Hodgson. 

## Titres de l'album
Toutes les chansons sont de Roger Hodgson. 
| Hai Hai | Hai Hai                               | Hai Hai | Hai Hai | Hai Hai | Hai Hai | Hai Hai | Hai Hai | Hai Hai | Hai Hai |
| No      | Titre                                 | Durée   |         |         |         |         |         |         |         |
| ------- | ------------------------------------- | ------- | ------- | ------- | ------- | ------- | ------- | ------- | ------- |
| 1.      | Had a Dream (Sleeping With the Enemy) | 08:27   |         |         |         |         |         |         |         |
| 2.      | In Jeopardy                           | 05:57   |         |         |         |         |         |         |         |
| 3.      | Lovers in the Wind                    | 04:12   |         |         |         |         |         |         |         |
| 4.      | Hooked on a Problem                   | 05:11   |         |         |         |         |         |         |         |
| 5.      | Give Me Love, Give Me Life            | 07:33   |         |         |         |         |         |         |         |
| 6.      | I'm Not Afraid                        | 07:03   |         |         |         |         |         |         |         |
| 7.      | Only Because of You                   | 08:41   |         |         |         |         |         |         |         |
| 47:11   |                                       |         |         |         |         |         |         |         |         |

## Musiciens
- Roger Hodgson : Guitare 12 cordes acoustique (1,3) guitare électrique (1,2,4-7), basse (1,2,4-6), piano (1-7), piano électrique Wurlitzer (4), orgue Hammond (1,2,5,6), Synthétiseurs (1-7), chant et chœurs (1-7),  batterie (3,4)
- Jimmy Johnson : Basse fretless (3,7)
- Michael Shrieve : Batterie (3,4)
- Ken Allardyce : Harmonica (6) et chœurs (2,3,5)
- Claire Diament : Chœurs (7)
- Scott Page : Saxophone (4)